# Gibberula cristinae
Gibberula cristinae is een slakkensoort uit de familie van de Cystiscidae. De wetenschappelijke naam van de soort is voor het eerst geldig gepubliceerd in 2009 door Tisselli, Agamennone & Giunchi.